# Chapelle Saint-Gabriel de Maisons-Alfort
La chapelle Saint-Gabriel est une chapelle catholique située à Maisons-Alfort, dans le Val-de-Marne, en France. Elle fait partie de la paroisse Sainte-Agnès.

## Localisation
Ce lieu de culte est situé à l'angle de la rue de Lorraine et de la rue du 8-Mai-1945, dans le quartier de Charentonneau.

## Historique
Elle est construite sur le domaine de l'ancien château de Charentonneau.

## Description
C'est un édifice d'architecture contemporaine, de plan rectangulaire, construit en pierre et en ciment, sur un seul niveau. Il est couvert d'un toit plat, et ne comporte pas de clocher. L'autel est l'œuvre de Louis Chavignier, sculpteur expressionniste.
Le service pastoral est assuré par la Communauté des Béatitudes.